# Viettesia matilei
Viettesia matilei là một loài bướm đêm thuộc phân họ Arctiinae, họ Erebidae.